# Marcin Wojciechowski (dziennikarz radiowy)

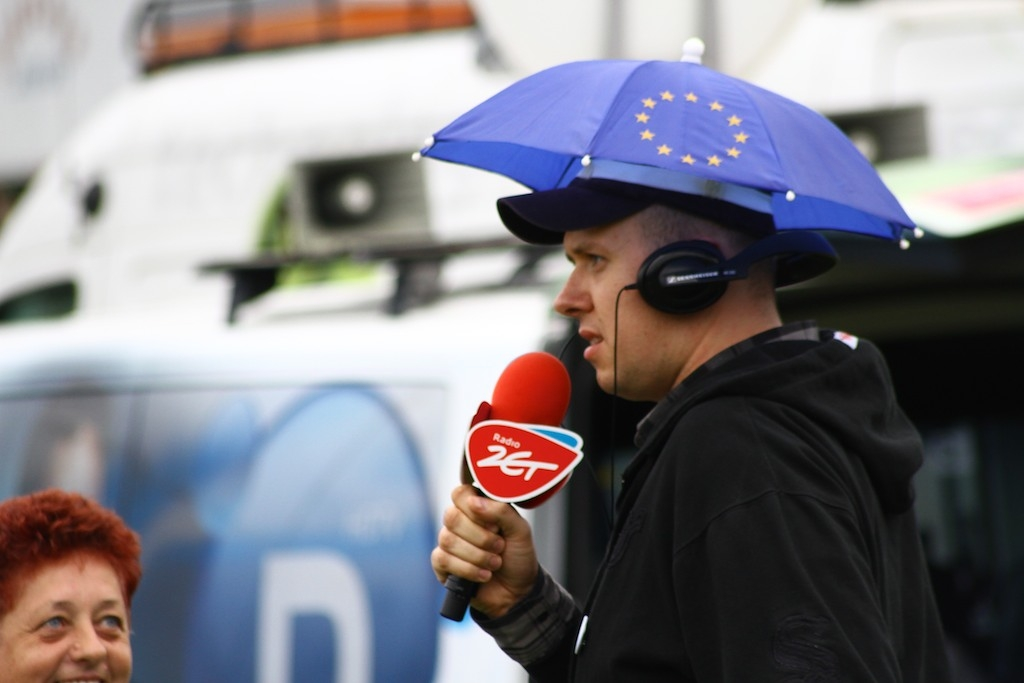
Marcin Wojciechowski w 2011

Marcin Wojciechowski (ur. 15 czerwca 1981 w Suwałkach) – polski dziennikarz muzyczny, w latach 2007–2025 związany z Radiem Zet.

## Kariera
Pracę w radiu zaczynał w wieku 17 lat. Od 1998 do 2002 roku był prezenterem suwalskiego Radia 5. Studiował dziennikarstwo.
W latach 2003–2007 pracował w Tok FM, gdzie był szefem muzycznym i gospodarzem wielu programów w blokach: "Weekend Radia Tok FM" i "Wieczór Radia Tok FM". Wraz z Zuzanną Celmer prowadził audycję psychologiczną "Czas dla siebie",  z Jackiem Santorskim i Bertrandem Le Guernem prowadził program o psychologii biznesu. Razem z aktorką Renatą Dancewicz przygotowywał i prowadził program z udziałem słuchaczy "Cafe MaRenata". W audycji "Sceny z polskiej sceny" przeprowadzał wywiady z aktorami i gwiazdami muzycznych scen. Z Piotrem Adamczewskim z tygodnika "Polityka" prowadził kulinarny program "Kuchnie świata". Był pierwszym współprowadzącym razem z seksuologiem Andrzejem Depko audycji "Kochaj się długo i zdrowo" (w 2007 roku po odejściu Wojciechowskiego z Tok FM audycję z Andrzejem Depko zaczęła współprowadzić Ewa Wanat). W 2006 roku współpracował z Radiem Roxy FM prowadząc weekendowe pasma muzyczne. 
Od lutego do listopada 2007 roku pracował w Radiowej Jedynce, gdzie wspólnie z Martą Kielczyk był gospodarzem audycji "Cztery pory roku" oraz "Lato z Radiem". We wrześniu 2007 roku prowadził codzienną audycję językową "BIS-up" w Polskim Radiu Bis.
W grudniu 2007 zaczął pracę w Radiu Zet, gdzie prowadził między innymi "Wieczór z Radiem Zet". Od września 2009 do czerwca 2017 i ponownie od września 2018 do czerwca 2021 prowadził program "Zet na punkcie muzyki". Był też gospodarzem  "Listy przebojów Radia Zet". Od kwietnia 2022 prowadzi w Radiu ZET codzienną listę przebojów "Plus Minus Listę". Współpracował też z Chillizet. Od kwietnia do sierpnia 2011 prowadził tam audycję "Chilli Zet Top Ten", a od września 2017 do czerwca 2019 prowadził autorski program "Strona B" w Chillizet.
W 2012 roku był krytykiem muzycznym miesięcznika Sukces, a w 2016 miał swoją rubrykę w miesięczniku "W Podróży".
W październiku 2013 otrzymał nagrodę za prowadzenie programu "Zet na punkcie muzyki" statuetkę w pierwszej edycji plebiscytu "Radiofony" w kategorii audycja radiowa. W styczniu 2025 po 17 latach pracy rozstał się z Radiem Zet, powracając do Radiowej Jedynki.